# X (2010年創業の企業)
X（エックス、旧:Google X, Google X Lab）は、Googleの機密施設によって、次世代技術の開発を担うプロジェクトである。現在はAlphabetの子会社。
Xの拠点は2箇所あり、ひとつはカリフォルニア州マウンテンビューに位置するGoogle本社の内部、もう一つはサンフランシスコ・ベイエリアのどこかであり、正確な場所は公表されていない。研究所の最高責任者は、Googleの共同創設者の一人、セルゲイ・ブリンが担当している。セルゲイ・ブリンは、拡張現実メガネとの対話、自動運転車、音声認識など、およそ100種にも及ぶ未来的なアイデアに取り組んだ。

## プロジェクト

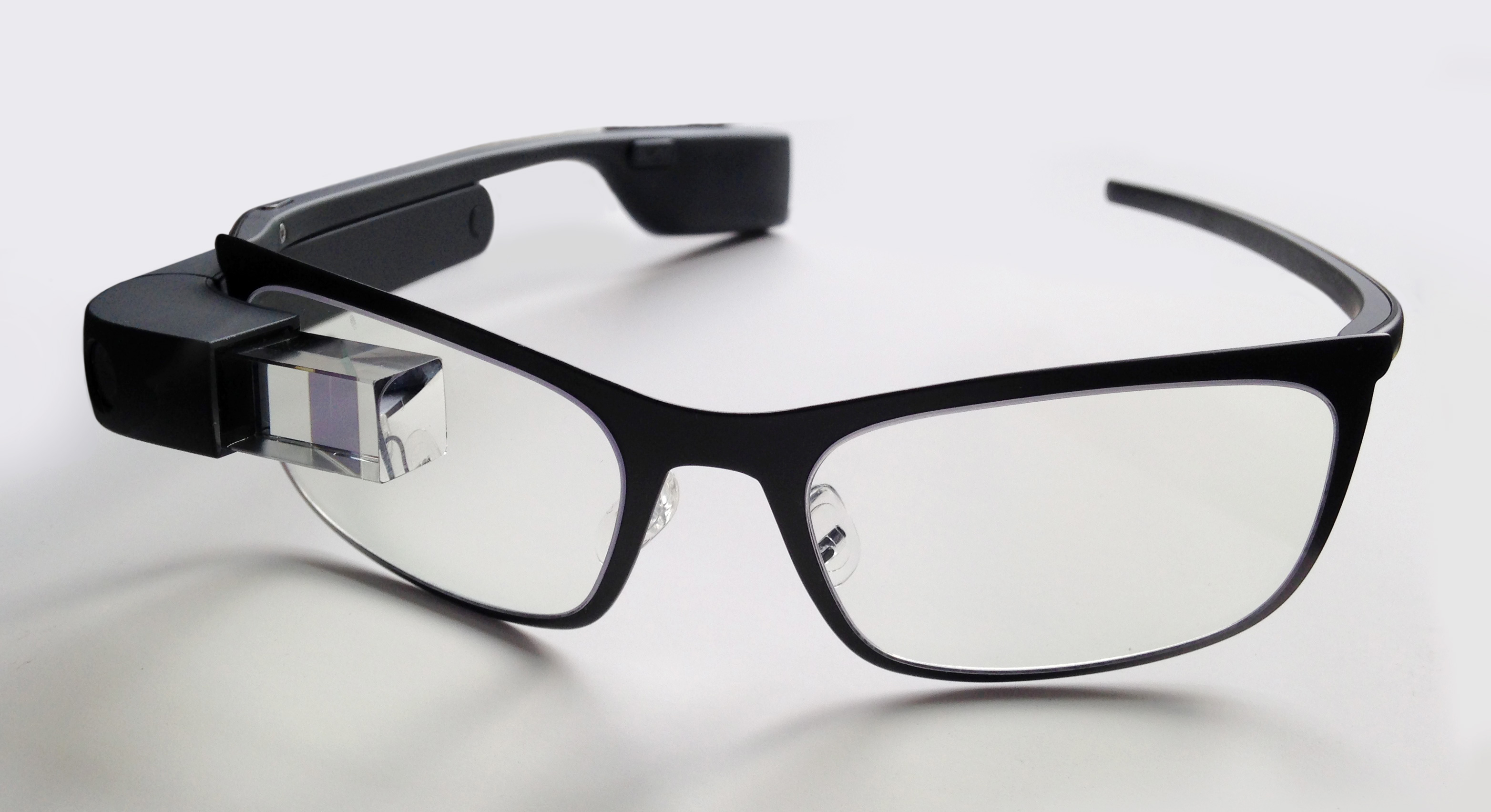
度付きレンズ用の黒いフレーム付きのGoogle Glass。

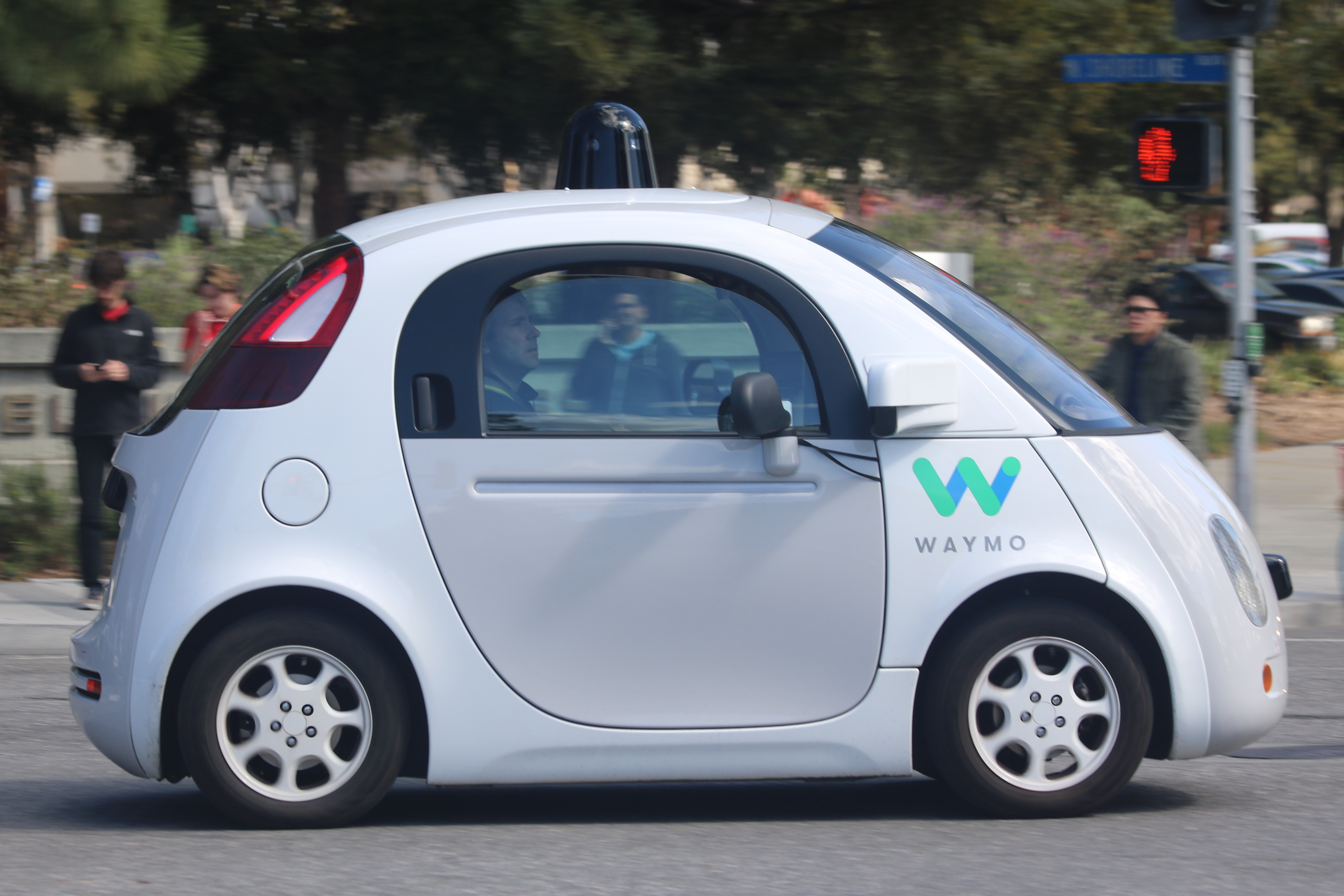
マウンテンビューの路上を走るWaymoの自動運転車。

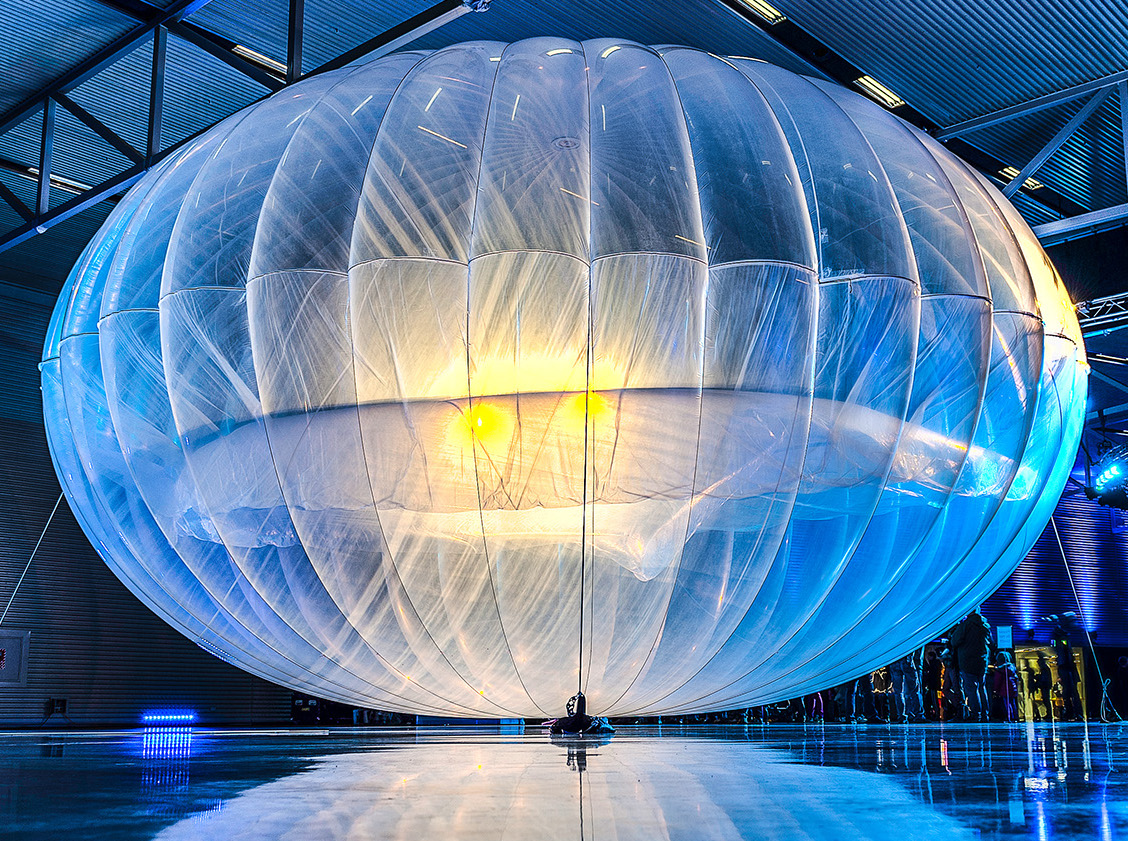
Project Loonの研究用バルーン。

Google Xが取り組むプロジェクトは8つに分かれている。公表されているものは、ロボットカー、ARヘッドマウントディスプレイ、無人配達飛行機のプロジェクト・ウィング、従来の風車よりも効率的な発電を可能とするマカニパワーの空中風力発電、血糖値を管理するコンタクトレンズ、気球を成層圏まで飛ばしてネットワーク接続を提供するプロジェクトルーン、人工神経を応用した音声認識や人工知能の開発がある。
また開発が却下されたアイデアもあり、ひとつは宇宙エレベータがある。これは2010年代時点で実現不可能だと見なされたためである。当初はホバーボードの開発も検討されたが、社会的な需要に対してコストがかかりすぎるため却下となった。また一般ユーザー利用において安全性を確保することが困難であるうえ、板一枚で人一人分を持ち上げるために非効率で膨大なエネルギーを消費するという問題がある。さらに、物理学の法則からも外れているということが判明している。
2013年10月には、以下の4つの開発プロジェクトが豪華客船Google バージに登録されたことが明かされた。

### Project Glass
プロジェクトグラスが開発しているGoogle Glassは、Googleの拡張現実ヘッドマウントディスプレイである。ハンズフリーで自然言語での操作を可能とし、インターネットサービスやアプリケーションが利用できる。

### Google Self-Driving Car
Google セルフドライビングカーは、人の運転操作を必要とせずに走行できるロボットカーである。

### Project Loon
Project Loonは、多数のバルーンを空に飛ばして安価なネットワーク網を生成し、インフラが整っていない地域にもインターネット接続を可能にする開発プロジェクトである。

### Google Contact Lens
Google コンタクトレンズは、糖尿病患者が常に血糖値をモニタリングできるコンタクトレンズの開発を目標に作られたプロジェクトである。